# Кардіфф
Ка́рдіфф (англ. Cardiff, валл. Caerdydd) — місто на півдні Уельсу, його столиця та адміністративний центр області Кардіфф.
Населення міста становить 346 100 осіб (2011).
Статус міста був отриманий у 1905 році через бурхливе зростання промисловості в регіоні, і використанню Кардіффа як головного порту для транспортування вугілля з Уельсу. У 1955 році місто оголошене столицею Уельсу.
З 1869 року тут виходить щоденний таблоїд «Western Mail».

## Історія

### Рання історія
Археологічні дані показують, що починаючи з 5 тисячоліття до нашої ери носії неолітичної культури Уельсу стали заселяти околиці Кардіффа. явними свідоцтвами цієї епохи є: похоронна камера Сент-Літанз.
Потім в околицях Кардіффа відбувалися ті ж процеси, що і на решті території Британії, коли на острови була принесені культури бронзової та залізної доби. Внаслідок асиміляції місцевого населення та змішання з прийшлими народами, історія знаходить на початку нашої ери в південно-східному Уельсі кельтське плем'я силурів.

## Політика

### Європейський парламент
Для виборів в Європейський парламент Кардіфф входить в єдиний виборчий округ, що включає весь Уельс. Чотири члени Європарламенту від Уельсу обираються за партійною пропорційною системою методом д'Ондта за списками з 4 кандидатів від кожної партії, що з беруть участь у виборах. Останнім часом Уельс в цьому європейському органі представляють члени консервативної та лейбористської партій, «Партії Уельсу» і «Партії незалежності Великої Британії»: Кей Суїнберн, Дерек Воган, Джил Еванс і Джон Бафтон, відповідно.

## Транспорт

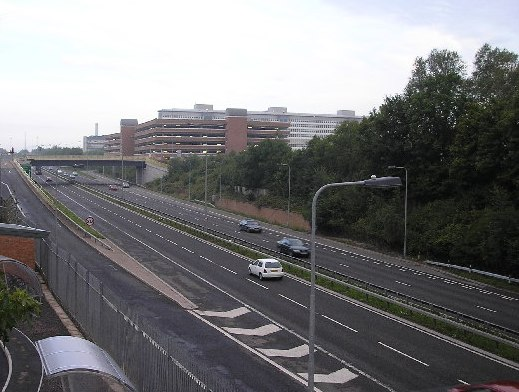
Істерн-авеню — шосе A48

Бувши столичним містом, Кардіфф зі своїми передмістями густо обплетений мережею шосейних доріг. Південніше його центру, біля кардіффського порту, починається магістраль A470, що веде на північ — до містечок Південно-Уельської долин і, далі, до Лландадно через національні парки Сноудонія та Брекон-Біконз. Із заходу на схід Кардіфф перетинає автострада M4 — вона огинає місто з півночі та являє собою частину Європейського маршруту E30, що з'єднує уельську столицю з Брістолем, Лондоном, Суонсі та портовими Мілфорд-Хейвеном та Фішгардом. Паралельно M4, але через сам Кардіфф, лежить чотирисмугове шосе A48, яке спочатку слугувало головною дорогою, що пов'язувала місто зі сходом та заходом, а нині виступає в ролі дублера європейського маршруту.

#### Повітряний
У Кардіффі є міжнародний Кардіффський аеропорт з регулярним авіасполученням з безліччю європейських міст і великими пересадковими вузлами — Амстердамом та Парижем.
Аеропорт Брістоля знаходиться в годині їзди від Кардіффа.
Лондонські аеропорти Хітроу та Гатвік пов'язані із Кардіффом залізницею та автобусним сполученням. У денний час автобуси та поїзди йдуть щогодини.

#### Залізничний та автобусний

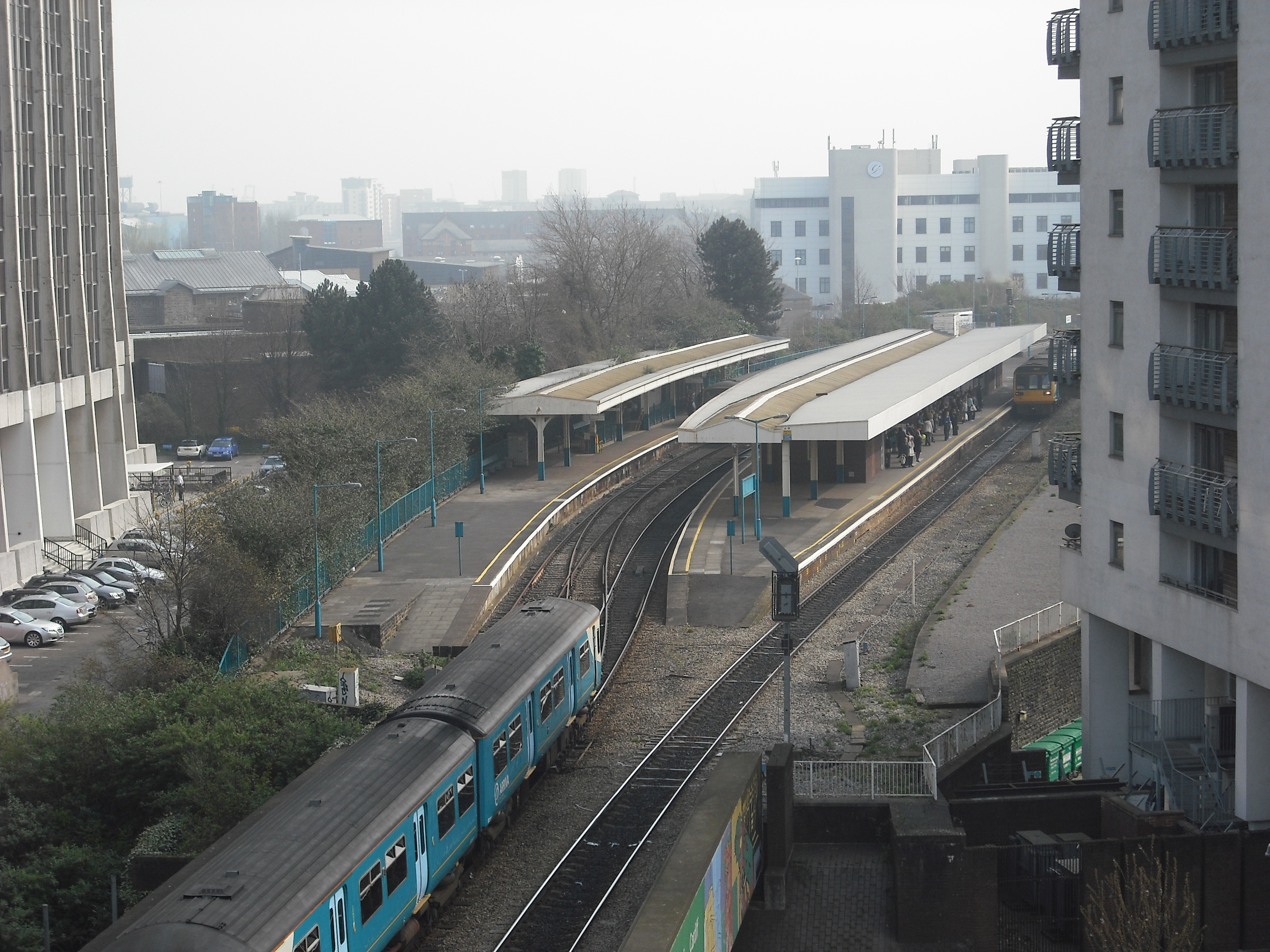
«Кардіфф — Куїн Стріт»

«Кардіфф-Центральний», що є однією з найбільш завантажених станцій Великої Британії, відправляє та приймає поїзди далекого прямування, що сполучають Кардіфф з іншими великими містами королівства по «Південно-Уельській головній лінії». Крім того, через станцію йде більшість поїздів, які працюють на «лініях Долини». Другою по завантаженості станцією міста є «Кардіфф-Куїн Стріт», яка обслуговує всі приміські поїзди міста, у тому числі, що йдуть по залізничній «Лінії Гламорганської долини» до міжнародного аеропорту Кардіффа. Крім залізниці, останній пов'язаний з містом автобусними маршрутами.

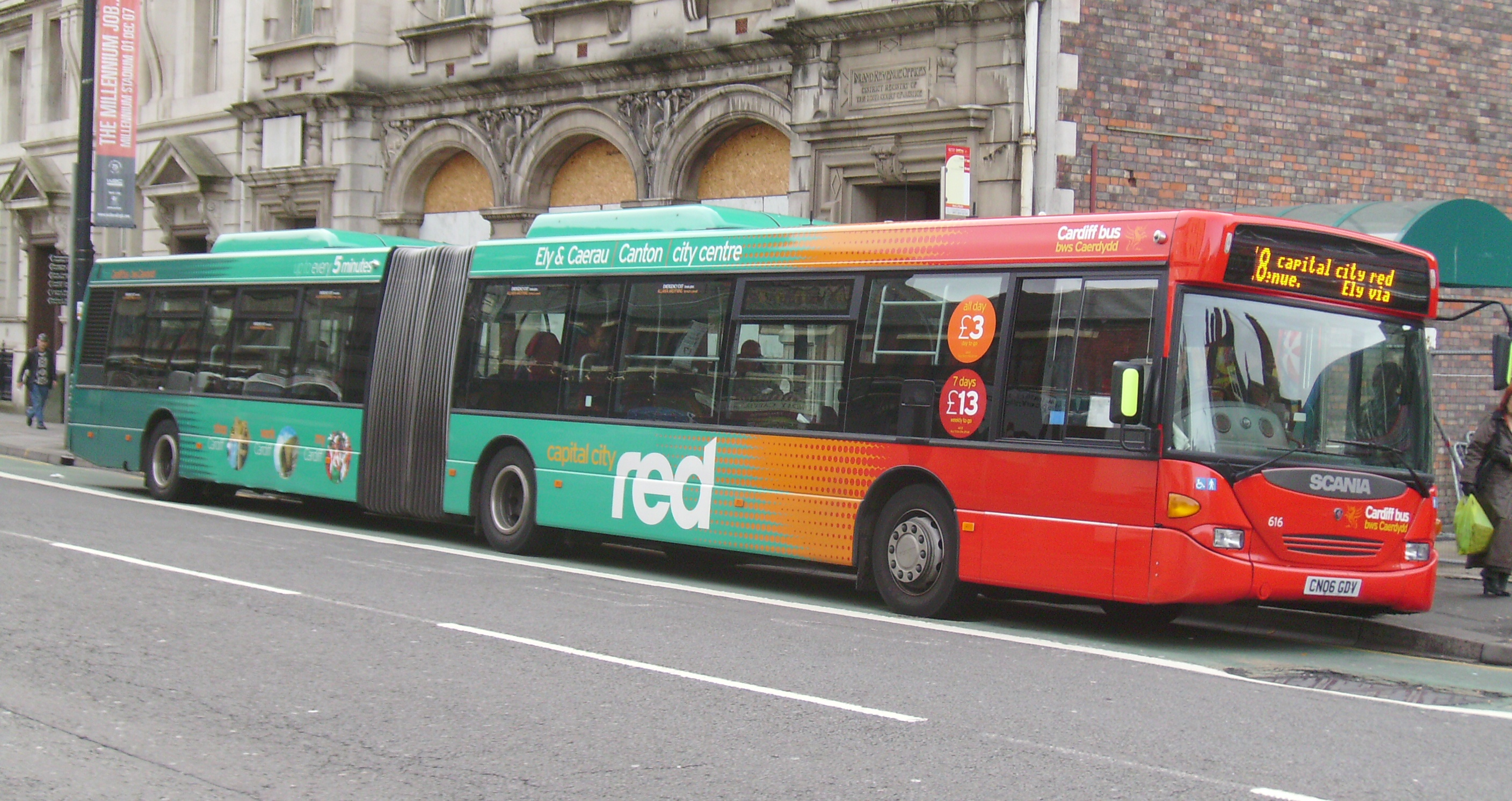
Автобус компанії «Cardiff Bus»

Розгалужена шосейна мережа дозволяє активно використовувати автобуси як міський громадський транспорт і для зв'язку з навколишніми населеними пунктами. У Кардіффі представлено 14 автобусних компаній, домінуючою з яких є муніципальна «Cardiff Bus». Компанія базується на «Кардіфському центральному автовокзалі» (Cardiff Central bus station), розташованим поруч із залізничною станцією «Кардіфф-Центральний», що перетворює останню у великий транспортний вузол.

## Музеї
- Національний музей Кардіффа (1912) — колекції з археології, ботаніки, зоології, геології, образотворчого мистецтва.
- Кардіффський замок

## Відомі особистості
У місті народились:
- Рональд Стюард Томас (1913—2000) — британський валлійський поет і англіканський священик.
- Айвор Новелло (1893—1951) — валійський композитор, співак і актор.
- Том Елліс (* 1978) — валлійський актор.
- Роальд Дал (1916—1990) — валлійський письменник, відомий насамперед завдяки Чарлі і шоколадна фабрика.